# Авето
А́вето (итал. Aveto) — река на севере Италии, правый приток Треббии, протекает в Северных Апеннинах по территории Генуи в Лигурии и Пьяченцы в Эмилии-Романьи. Длина реки составляет 48,7 км. Площадь водосборного бассейна — 249 км². Средний расход воды в устье с 1991 по 2011 года — 9,88 м³/с.
Авето начинается около горы Кауказо (высотой 1245 м) в Лигурийских Апеннинах. В верховье течёт преимущественно на северо-восток, потом постепенно преобладающим направлением течения реки становится север, около устья — северо-запад. Впадает в Треббию на высоте 325 м над уровнем моря, между Чериньяле и Марсальей.